# Nicolás Tagliafico
Nicolás Alejandro Tagliafico (Rafael Calzada, 31 augustus 1992) is een Argentijns voetballer die doorgaans als linksback speelt. Hij tekende in juli 2022 een contract tot medio 2025 bij Olympique Lyonnais, dat 4,2 miljoen euro voor hem betaalde aan Ajax. Tagliafico debuteerde in 2017 in het Argentijns voetbalelftal, waarmee hij in 2022 wereldkampioen werd.

## Clubcarrière

### Banfield
Tagliafico debuteerde op 12 maart 2011 in het betaald voetbal in het shirt van Banfield. Hij viel die dag in de 72e minuut in voor Jorge Achucarro tijdens een met 1–2 gewonnen competitiewedstrijd uit bij Tigre. Tien dagen later kreeg hij zijn eerste basisplaats, thuis tegen Huracán (2–2).
In het seizoen 2012/13 werd Tagliafico verhuurd aan het Spaanse Real Murcia. Daar kwam hij tot 27 wedstrijden, hierin wist hij niet te scoren. Na zijn seizoen in Spanje keerde Tagliafico terug naar Banfield. Met Banfield promoveerde hij terug naar de Primera División.

### Independiente
In februari 2015 maakte Tagliafico een transfer naar Independiente. Daarmee won hij in december 2017 de CONMEBOL Sudamericana. Hij mocht als aanvoerder de beker de lucht in tillen. Hij speelde in totaal drieënhalf jaar voor Independiente en kwam daarin tot 111 wedstrijden en twee goals.

### Ajax
Kort na de winst van de Copa Sudamericana werd Tagliafico aangetrokken door Ajax, waar Erik ten Hag net was aangetreden als de nieuwe hoofdtrainer. Tagliafico maakte op zondag 21 januari 2018 zijn competitiedebuut voor de club uit Amsterdam, tegen Feyenoord (2-0). Vanaf dat moment zou hij vrijwel onafgebroken in de basis staan.
In seizoen 2018/19 maakte Tagliafico zijn debuut in de Champions League. Tijdens zijn eerste wedstrijd in de groepsfase van dit toernooi, op 19 september 2018 tegen AEK Athene, scoorde hij twee keer. Ajax en Tagliafico beleefden een succesvol seizoen, waarin de halve finale van de Champions League werd bereikt en de dubbel werd gewonnen. Tagliafico was ook aanvallend van belang. In alle nationale en internationale competities samen scoorde hij zes keer en gaf hij zes assists.
Ook in de seizoenen 2019/20 en 2020/21 bleef hij de onomstreden linksback van Ajax. In november 2020 verlengde hij zijn contract met een jaar tot de zomer van 2023. In seizoen 2021/22 stond hij voor het eerst sinds zijn komst naar Ajax meestal niet meer in de basisopstelling. De linksback-positie werd overgenomen door Daley Blind.

### Olympique Lyonnais
Tagliafico tekende in juli 2022 een contract tot medio 2025 bij Olympique Lyonnais, dat 4,2 miljoen euro voor hem betaalde aan Ajax.

## Clubstatistieken
| Seizoen         | Club            | Competitie       | Competitie | Competitie | Beker | Beker | Internationaal | Internationaal | Totaal | Totaal |
| Seizoen         | Club            | Competitie       | Wed.       | Dlp.       | Wed.  | Dlp.  | Wed.           | Dlp.           | Wed.   | Dlp.   |
| --------------- | --------------- | ---------------- | ---------- | ---------- | ----- | ----- | -------------- | -------------- | ------ | ------ |
| 2010/11         | Banfield        | Primera División | 9          | 0          | 0     | 0     | —              | —              | 9      | 0      |
| 2011/12         | Banfield        | Primera División | 33         | 1          | 0     | 0     | —              | —              | 33     | 1      |
| 2012/13         | → Real Murcia   | La Liga 2        | 27         | 0          | 1     | 0     | —              | —              | 28     | 0      |
| 2013/14         | Banfield        | Nacional B       | 34         | 0          | 2     | 1     | —              | —              | 36     | 1      |
| 2014            | Banfield        | Primera División | 14         | 1          | 0     | 0     | —              | —              | 14     | 1      |
| 2015            | Independiente   | Primera División | 31         | 1          | 2     | 0     | 6              | 0              | 39     | 1      |
| 2016            | Independiente   | Primera División | 16         | 1          | 2     | 0     | 4              | 0              | 22     | 1      |
| 2016/17         | Independiente   | Primera División | 29         | 0          | 0     | 0     | 11             | 0              | 40     | 0      |
| 2017/18         | Independiente   | Primera División | 9          | 0          | 1     | 0     | —              | —              | 10     | 0      |
| 2017/18         | Ajax            | Eredivisie       | 15         | 1          | 0     | 0     | —              | —              | 15     | 1      |
| 2018/19         | Ajax            | Eredivisie       | 29         | 2          | 2     | 1     | 15             | 3              | 46     | 6      |
| 2019/20         | Ajax            | Eredivisie       | 24         | 3          | 3     | 0     | 11             | 2              | 38     | 5      |
| 2020/21         | Ajax            | Eredivisie       | 25         | 1          | 2     | 0     | 6              | 0              | 33     | 1      |
| 2021/22         | Ajax            | Eredivisie       | 22         | 2          | 4     | 1     | 3              | 0              | 29     | 3      |
| 2022/23         | Olympique Lyon  | Ligue 1          | 34         | 1          | 4     | 0     | —              | —              | 38     | 1      |
| 2023/24         | Olympique Lyon  | Ligue 1          | 25         | 3          | 6     | 0     | —              | —              | 31     | 3      |
| Carrière totaal | Carrière totaal | Carrière totaal  | 417        | 18         | 30    | 3     | 56             | 5              | 503    | 26     |

Bijgewerkt t/m 17 juli 2024.

## Interlandcarrière
Tagliafico speelde voor Argentinië onder 15, onder 17 en onder 20. Hij debuteerde op 9 juni 2017 in het Argentijns elftal onder bondscoach Diego Maradona, tijdens de Superclásico de las Americás tegen Brazilië. Deze wedstrijd werd met 1–0 gewonnen. Tagliafico werd in 2018 opgenomen in de Argentijnse selectie voor het FIFA WK 2018. Tijdens het WK speelde hij in alle vier wedstrijden die Argentinië speelde. Tagliafico droeg op 8 september 2018 voor het eerst de aanvoerdersband, tijdens een oefeninterland tegen Guatemala. Dit bij afwezigheid van de vaste aanvoerder Lionel Messi. Vier dagen later was hij tegen Colombia opnieuw aanvoerder. Tagliafico werd derde met Argentinië op de CONMEBOL Copa América 2019. Ook in 2020 en 2021 hoorde hij tot de selectie én speelde hij veel.
In 2021 won hij met Argentinië de CONMEBOL Copa América. Tijdens dit toernooi speelde Tagliafico vijf van de zeven wedstrijden, waaronder een deel van de finale tegen Brazilië. Op 1 juni 2022 won Tagliafico met Argentinië de CONMEBOL–UEFA Cup of Champions (ook bekend als Finalissima), waarin de winnaars van de CONMEBOL Copa América en het UEFA EK het tegen elkaar opnemen in een enkele wedstrijd. De wedstrijd werd met 3-0 door Argentinië gewonnen. 
Op 18 december 2022 won Tagliafico met Argentinië de wereldtitel door de strafschoppenreeks tegen Frankrijk na een 3-3 stand in reguliere tijd en verlenging te winnen. Tagliafico was tijdens de meeste wedstrijden van dit toernooi, inclusief de finale, in actie gekomen.
| Interlands van Nicolás Tagliafico voor Argentinië | Interlands van Nicolás Tagliafico voor Argentinië | Interlands van Nicolás Tagliafico voor Argentinië | Interlands van Nicolás Tagliafico voor Argentinië | Interlands van Nicolás Tagliafico voor Argentinië | Interlands van Nicolás Tagliafico voor Argentinië |
| No.                                               | Datum                                             | Wedstrijd                                         | Uitslag                                           | Competitie                                        | Doelpunten                                        |
| Als speler bij Independiente                      | Als speler bij Independiente                      | Als speler bij Independiente                      | Als speler bij Independiente                      | Als speler bij Independiente                      | Als speler bij Independiente                      |
| ------------------------------------------------- | ------------------------------------------------- | ------------------------------------------------- | ------------------------------------------------- | ------------------------------------------------- | ------------------------------------------------- |
| 1.                                                | 9 juni 2017                                       | Argentinië – Brazilië                             | 1 – 0                                             | Superclásico de las Americás                      |                                                   |
| Als speler bij Ajax                               |                                                   |                                                   |                                                   |                                                   |                                                   |
| 2.                                                | 23 maart 2018                                     | Argentinië – Italië                               | 2 – 0                                             | Vriendschappelijk                                 |                                                   |
| 3.                                                | 27 maart 2018                                     | Spanje – Argentinië                               | 6 – 1                                             | Vriendschappelijk                                 |                                                   |
| 4.                                                | 30 mei 2018                                       | Argentinië – Haïti                                | 4 – 0                                             | Vriendschappelijk                                 |                                                   |
| 5.                                                | 16 juni 2018                                      | Argentinië – IJsland                              | 1 – 1                                             | WK 2018                                           |                                                   |
| 6.                                                | 21 juni 2018                                      | Argentinië – Kroatië                              | 0 – 3                                             | WK 2018                                           |                                                   |
| 7.                                                | 26 juni 2018                                      | Nigeria – Argentinië                              | 1 – 2                                             | WK 2018                                           |                                                   |
| 8.                                                | 2 juli 2018                                       | Frankrijk – Argentinië                            | 4 – 3                                             | WK 2018                                           |                                                   |
| 9.                                                | 8 september 2018                                  | Guatemala – Argentinië                            | 0 – 3                                             | Vriendschappelijk                                 |                                                   |
| 10.                                               | 12 september 2018                                 | Colombia – Argentinië                             | 0 – 0                                             | Vriendschappelijk                                 |                                                   |
| 11.                                               | 6 oktober 2018                                    | Argentinië – Brazilië                             | 0 – 1                                             | Vriendschappelijk                                 |                                                   |
| 12.                                               | 17 november 2018                                  | Mexico – Argentinië                               | 0 – 2                                             | Vriendschappelijk                                 |                                                   |
| 13.                                               | 22 maart 2019                                     | Venezuela – Argentinië                            | 3 – 1                                             | Vriendschappelijk                                 |                                                   |

## Erelijst
| Competitie            | Aantal   | Jaren                     |          |          |
| Banfield              | Banfield | Banfield                  | Banfield | Banfield |
| --------------------- | -------- | ------------------------- | -------- | -------- |
| Primera B Nacional    | 1x       | 2013/14                   |          |          |
| Independiente         |          |                           |          |          |
| CONMEBOL Sudamericana | 1x       | 2017                      |          |          |
| Ajax                  |          |                           |          |          |
| Eredivisie            | 3x       | 2018/19, 2020/21, 2021/22 |          |          |
| KNVB beker            | 2x       | 2018/19, 2020/21          |          |          |
| Johan Cruijff Schaal  | 1x       | 2019                      |          |          |

| Competitie                     | Winnaar    | Winnaar    | Runner-up  | Runner-up  | Derde      | Derde      |
| Competitie                     | Aantal     | Jaren      | Aantal     | Jaren      | Aantal     | Jaren      |
| Argentinië                     | Argentinië | Argentinië | Argentinië | Argentinië | Argentinië | Argentinië |
| ------------------------------ | ---------- | ---------- | ---------- | ---------- | ---------- | ---------- |
| FIFA-wereldkampioenschap       | 1x         | 2022       |            |            |            |            |
| CONMEBOL Copa América          | 2x         | 2021, 2024 |            |            | 1x         | 2019       |
| CONMEBOL–UEFA Cup of Champions | 1x         | 2022       |            |            |            |            |

Individueel
| Nederland                      |      |               |
| Eredivisie Speler van de Maand | 1x   | November 2018 |
| Club van 100 (Ajax)            | 140W | 2018-2022     |